# Uskok alpejski

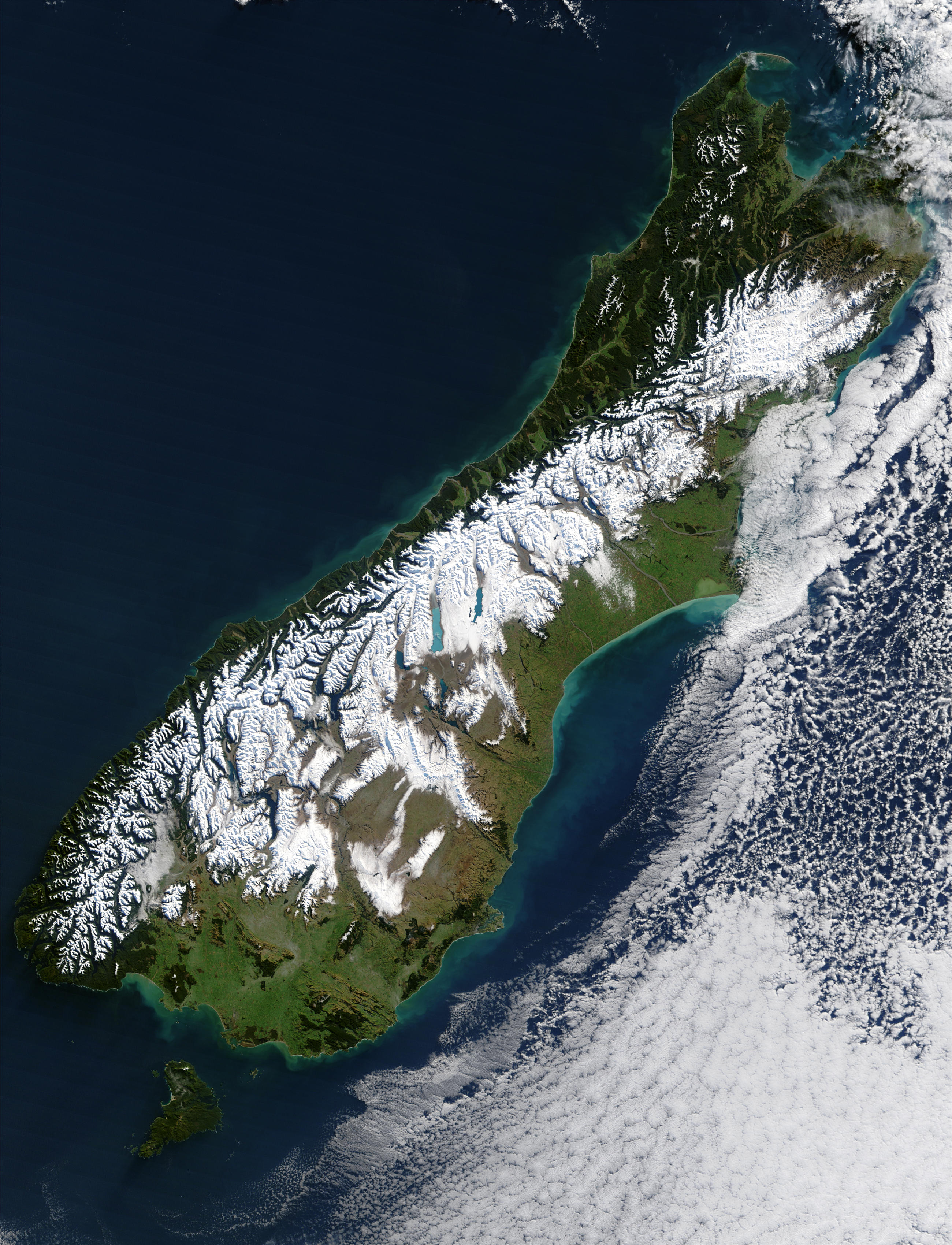
Zdjęcie satelitarne przedstawiające stok, który ukształtowany został w wyniku aktywności uskoku alpejskiego po północno-zachodniej stronie Alp Południowych (granica wyznaczana przez śnieg)

Ruch wzdłuż uskoku alpejskiego deformuje mikrokontynent Zelandii, której południowa część (stanowiąca część płyty pacyficznej) przesuwa się względem północno-zachodniej

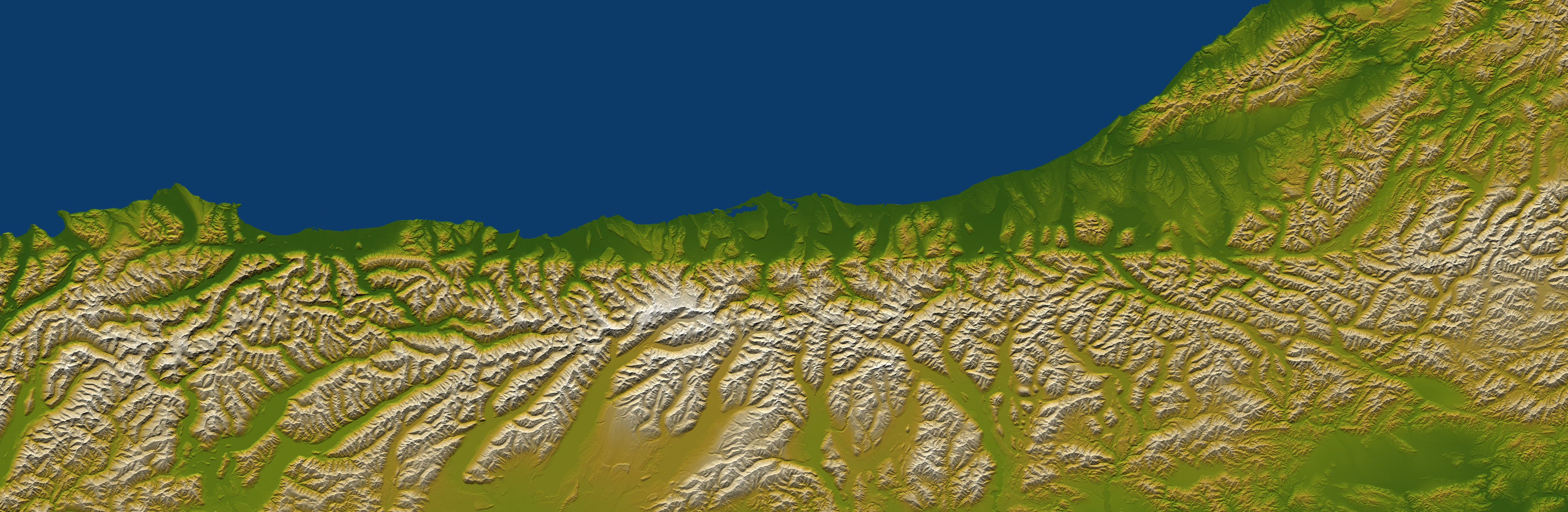
Mapa topograficzna regionu West Coast, która uwidacznia efekt oddziaływania uskoku alpejskiego na topografię Wysypy Południowej

Uskok alpejski (ang. Alpine Fault) – uskok dekstralny (prawoprzesuwczy), który biegnie niemal przez całą Wyspę Południową w Nowej Zelandii. Stanowi jednocześnie uskok transformacyjny, który jest granicą pomiędzy płytą pacyficzną i indoaustralijską. Trzęsienia ziemi występujące wzdłuż uskoku oraz związane z nimi ruchy skorupy ziemskiej doprowadziły do wypiętrzenia się Alp Południowych. Wypiętrzanie na południowy wschód od uskoku spowodowane jest ruchem zbieżnym płyt tektonicznych w tym miejscu.

## Przebieg
Uważa się, że uskok alpejski rozpoczyna swój bieg w strefie uskokowej Macquarie, która położona jest w rowie oceanicznym Puysegur Trench leżącym na południowy zachód od Przylądka Zachodniego. Następnie uskok alpejski biegnie wzdłuż zachodniej krawędzi Alp Południowych, a potem rozdziela się na kilka małych uskoków dekstralnych w północnej części przełęczy Arthur’s Pass, które tworzą system uskoków zwany Marlborough Fault System. System uskoków Marlborough (w tym uskoki: Awatere, Clarence, Hope i Wairau) przenosi naprężenia pomiędzy uskokiem alpejskim a strefą subdukcji położoną w rowie oceanicznym Hikurangi Trench, która rozciąga się wzdłuż wschodnich wybrzeży Wyspy Północnej. Przypuszcza się, że uskok Hope stanowi główną kontynuację uskoku alpejskiego.
Średnia prędkość przesuwania się skorupy ziemskiej wzdłuż uskoku w centralnej części to 20–30 mm/rok, cała długość uskoku jest równa 850 km, jest zarazem najszybszym uskokiem zrzutowo-przesuwczym.

## Główne pęknięcia
W ostatnim tysiącleciu wzdłuż uskoku alpejskiego miały miejsce cztery główne pęknięcia powodując trzęsienia ziemi o magnitudzie około 8. Trzęsienia ziemi miały miejsce około 1100, 1430, 1620 i 1717 roku n.e., dzieliły je okresy spokoju trwające od 100 do 350 lat. Trzęsienie ziemi z 1717 roku spowodowało pęknięcie uskoku w południowej części na odcinku około 400 km. Naukowcy przypuszczają, że podobne trzęsienie ziemi jak to z 1717 roku może wystąpić wzdłuż uskoku alpejskiego w dowolnym momencie. Badania przeprowadzone przez University of Otago i Australian Nuclear Science and Technology Organisation zrewidowały daty trzęsień ziemi sprzed 1717 roku. Datowanie radiowęglowe osadów pochodzących z jeziora wskazują, że trzęsienie ziemi z 1620 roku miało miejsce w latach 1535–1596; z 1430 miało miejsce w latach 1374–1405. Natomiast wcześniejsze trzęsienia ziemi miały miejsce w latach 887–965 oraz 1064–1120.
Badania przeprowadzone przez GNS Science pozwoliły na opracowanie mapy 24 największych trzęsień ziemi wzdłuż uskoku alpejskiego, które miały miejsce w ciągu ostatnich 8000 lat. Mapa została opracowana na podstawie osadów pochodzących ze strumienia Hokuri Creek, który leży w pobliżu jeziora Lake McKerrow w regionie geograficznym Fiordland. Uskok alpejski na podstawie zapisów sedymentacyjnych charakteryzuje niezwykłą spójnością, która średnio co 330 lat przerywana jest przez trzęsienie ziemi. Przerwy pomiędzy trzęsieniami ziemi wynosiły od 140 do 510 lat.
Duże pęknięcia wzdłuż uskoku alpejskiego mogą ponadto wywoływać trzęsienia ziemi w uskokach położonych na północ od niego. Dane geologiczne wskazują na wystąpienie paleotsunami, które przerywa zapis sedymentacyjny uskoku alpejskiego oraz Wellington w zbliżonym czasie. W ostatnim tysiącu lat zdarzyły się co na mniej dwa paleotsunami, w latach 1220 i 1450.

## Trzęsienia ziemi od XIX wieku
Wzdłuż uskoku alpejskiego oraz systemu uskoków Marlborough od XIX wieku, zarejestrowano kilka trzęsień ziemi o magnitudzie minimum 7:
- 1848 rok – Marlborough: 7,4[8];
- 1888 rok – North Canterbury: 7,0[9];
- 1929 rok – Arthur’s Pass: 7,0[10];
- 1929 rok – Murchison: 7,3[11];
- 1968 rok – Inangahua: 7,1[12];
- 2003 rok – Fiordland: 7,2[13];
- 2009 rok – Fiordland: 7,8[14].

## Aktywność hydrotermalna
W 2017 roku w okolicach miasteczka Whataroa położonego na uskoku alpejskim, odkryto aktywność hydrotermalną. Odwiert został wykonany na głębokości 893 m, średni gradient geotermiczny wynosił 125 °C ± 55 °C na 1 km.